# Kinga Maculewicz
Kinga Maculewicz de la Fuente (Cracovia, 25 maggio 1978) è una pallavolista polacca naturalizzata francese.
Gioca nel ruolo di centrale.

## Carriera
La carriera di Kinga Maculewicz inizia nel Racing Club de Cannes nel 1995. Con il club francese vince per quattro volte il campionato francese e la Coppa di Francia. Nonostante sia polacca di nascita, fa parte della nazionale francese dal 1994. Con la maglia "bleu", a differenza che col club, non ha mai raggiunto risultati di prestigio.
Nel 1999 si trasferisce in Italia, nel Volley 2000 Spezzano. In quattro stagioni non vince alcun trofeo, così decide di cambiare squadra. Nel 2003 va a giocare nel Forlì, ma anche nelle due stagioni trascorse in Romagna non vince alcun trofeo.
Nel 2005 arriva la svolta, Kinga viene ingaggiata dalla Robursport Volley Pesaro, di cui diventa anche la capitana. In due stagioni con la squadra bianco-rossa, riesce a vincere il primo trofeo italiano, la Supercoppa italiana, ed il primo trofeo internazionale, la Coppa CEV 2005-06.
Nell'estate del 2007 si trasferisce in Spagna, al Club Voleibol Ícaro Palma per stare vicina al marito, anch'esso trasferitosi in Spagna per giocare in una squadra di Palma de Maiorca. L'avventura spagnola le dà la possibilità di giocare la finale di campionato, ma viene sconfitta dal CAV Murcia 2005.
Al termine della stagione 2007-08, Kinga deve nuovamente cambiare squadra per stare vicina al marito. In questa occasione i due si trasferiscono in Turchia, dove Kinga viene ingaggiata dal VakıfBank Güneş Sigorta Spor Kulübü, club di Istanbul. Nelle due stagioni trascorse col club turco, riesce a disputare due volte la CEV Champions League, venendo eliminate in entrambe le occasioni negli spareggi di qualificazione per la final-4, e gioca la finale di Coppa di Turchia e del campionato turco, perdendo in entrambe le occasioni contro il Fenerbahçe Spor Kulübü.
Nel 2010 si trasferisce al Trefl Piłka Siatkowa di Sopot in Polonia.

## Vita privata
È sposata col pallavolista spagnolo Enrique de la Fuente.

## Palmarès

### Club
- Campionato francese: 4

1994-95, 1995-96, 1997-98, 1998-99
- Coppa di Francia: 4

1995-96, 1996-97, 1997-98, 1998-99
- Supercoppa italiana: 1

2006
- Coppa CEV: 1

2005-06